# نوئوو لاردو
نوئوو لاردو (به اسپانیایی: Nuevo Laredo) از شهرهای کشور مکزیک است که در ایالت تامائولیپاس قرار دارد و جمعیت آن طبق سرشماری سال ۲۰۱۰ میلادی ۳۷۳٬۷۲۵ نفر بوده است.

## نگارخانه

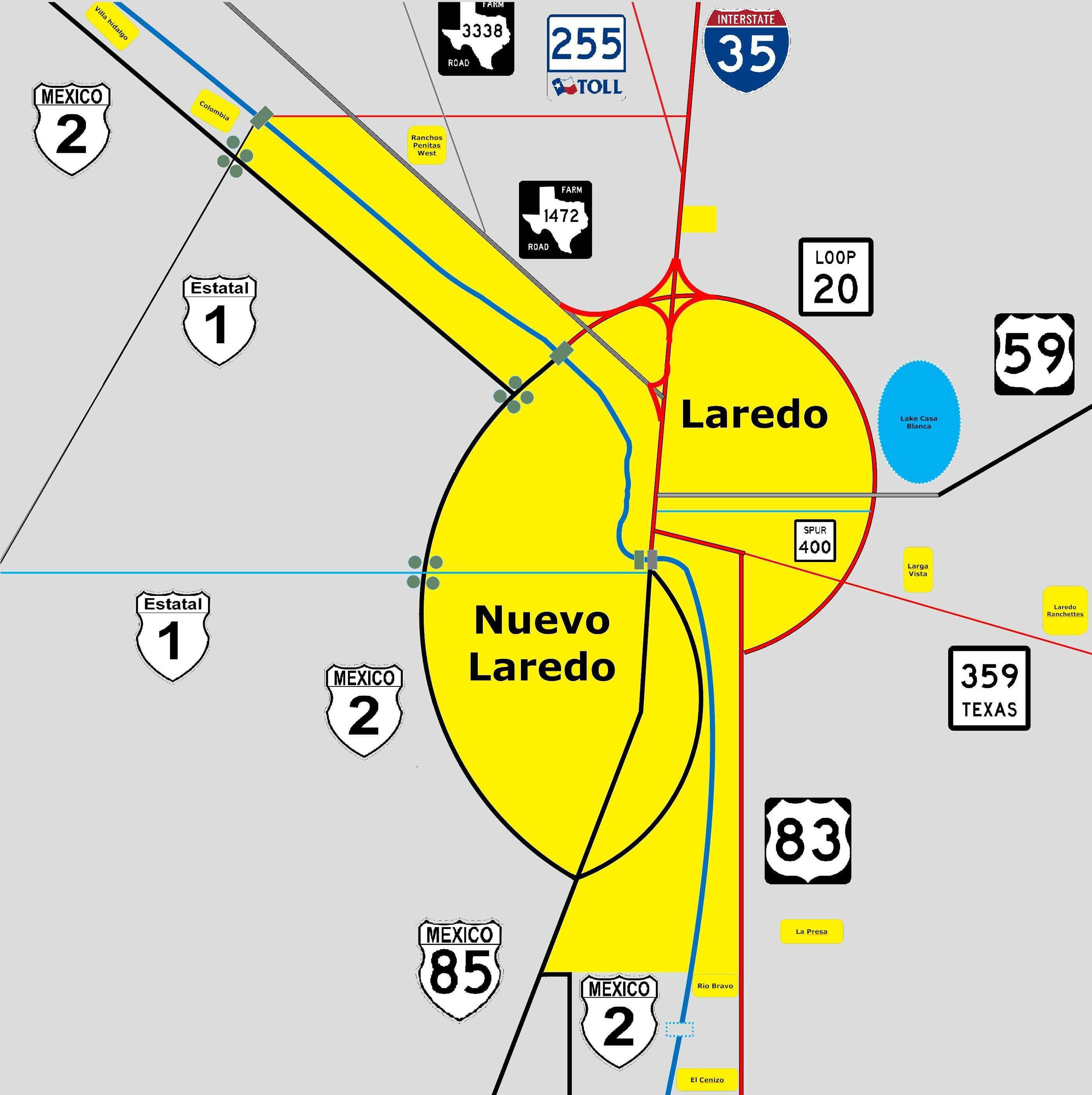
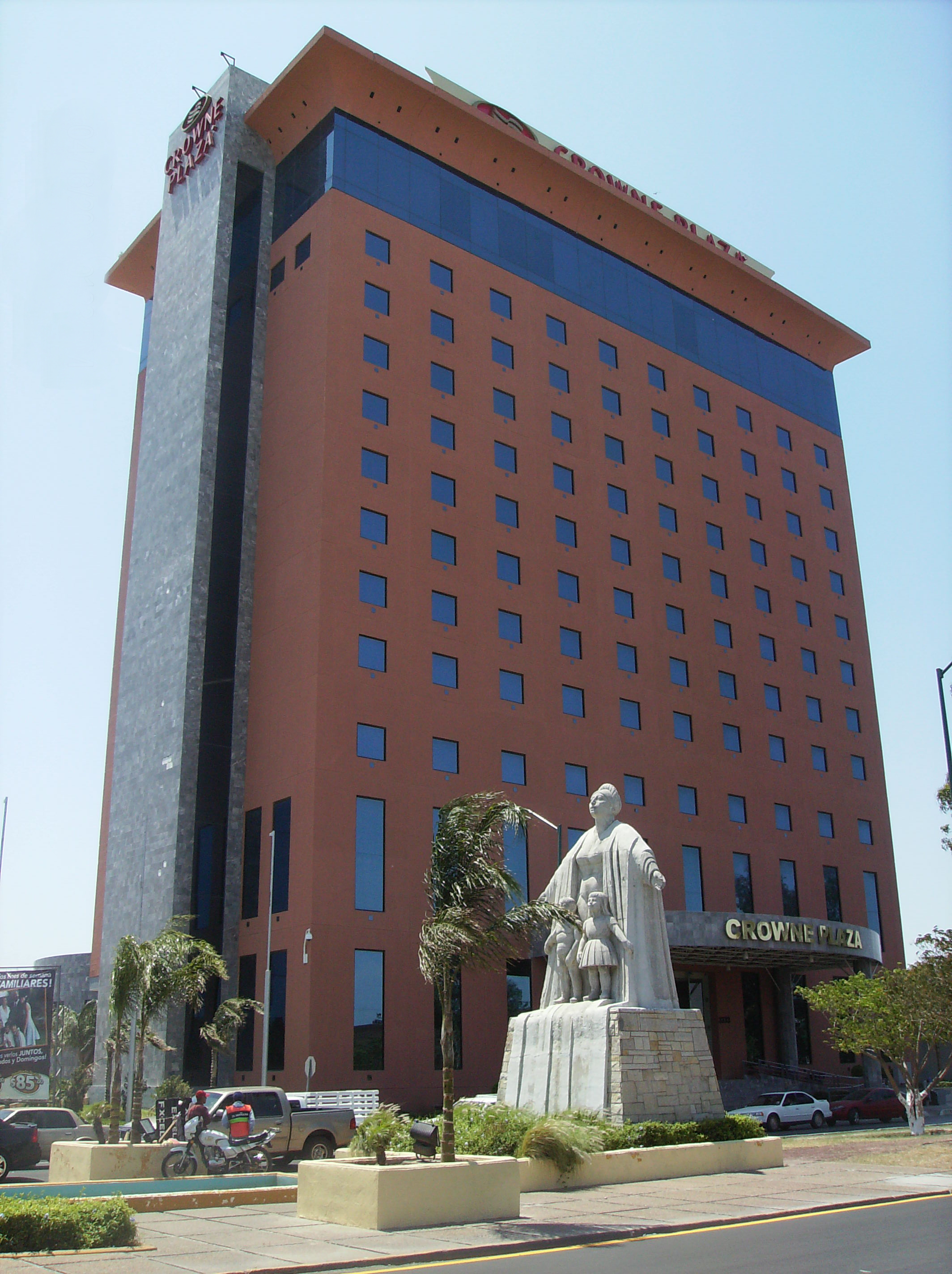
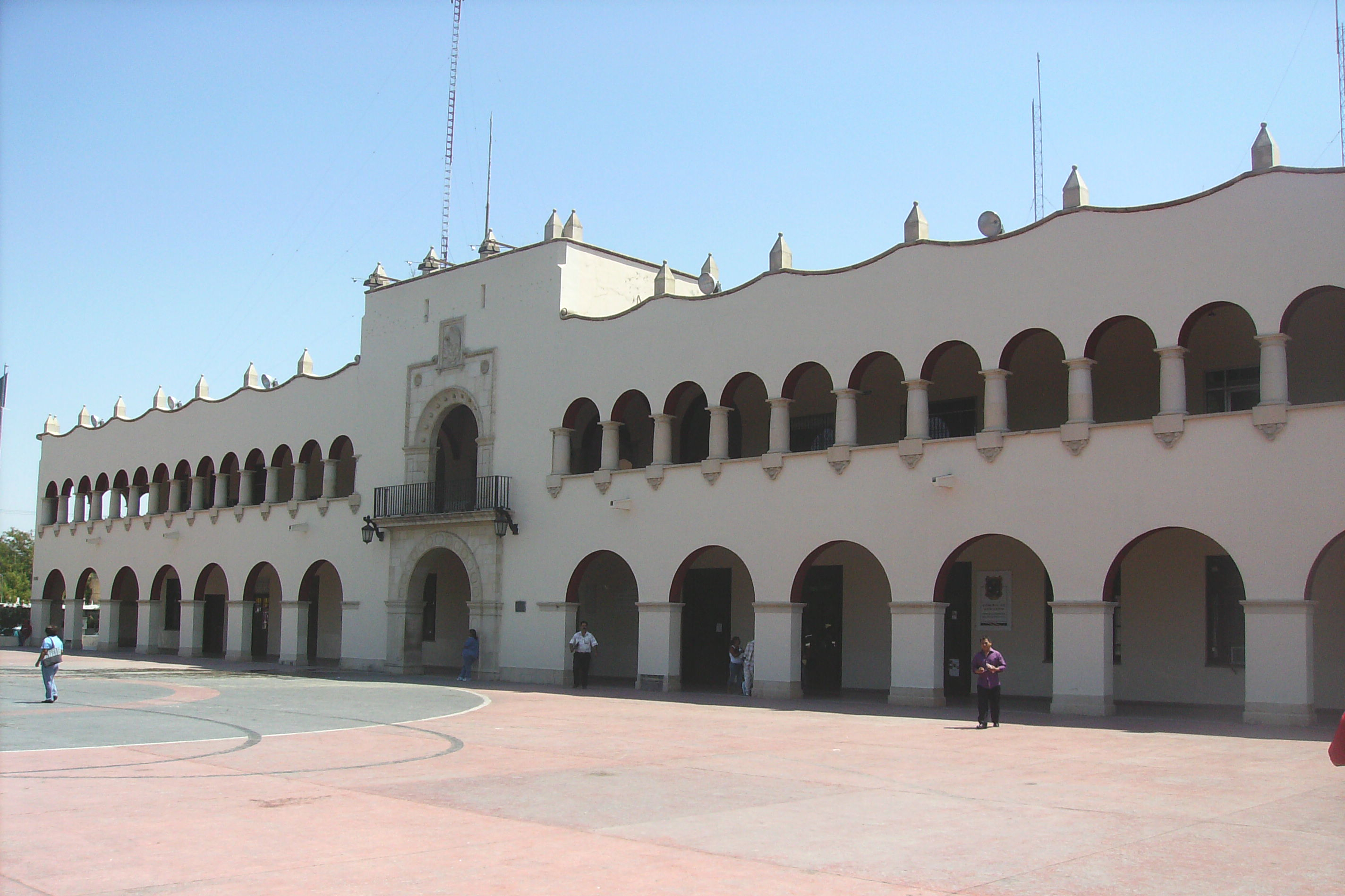
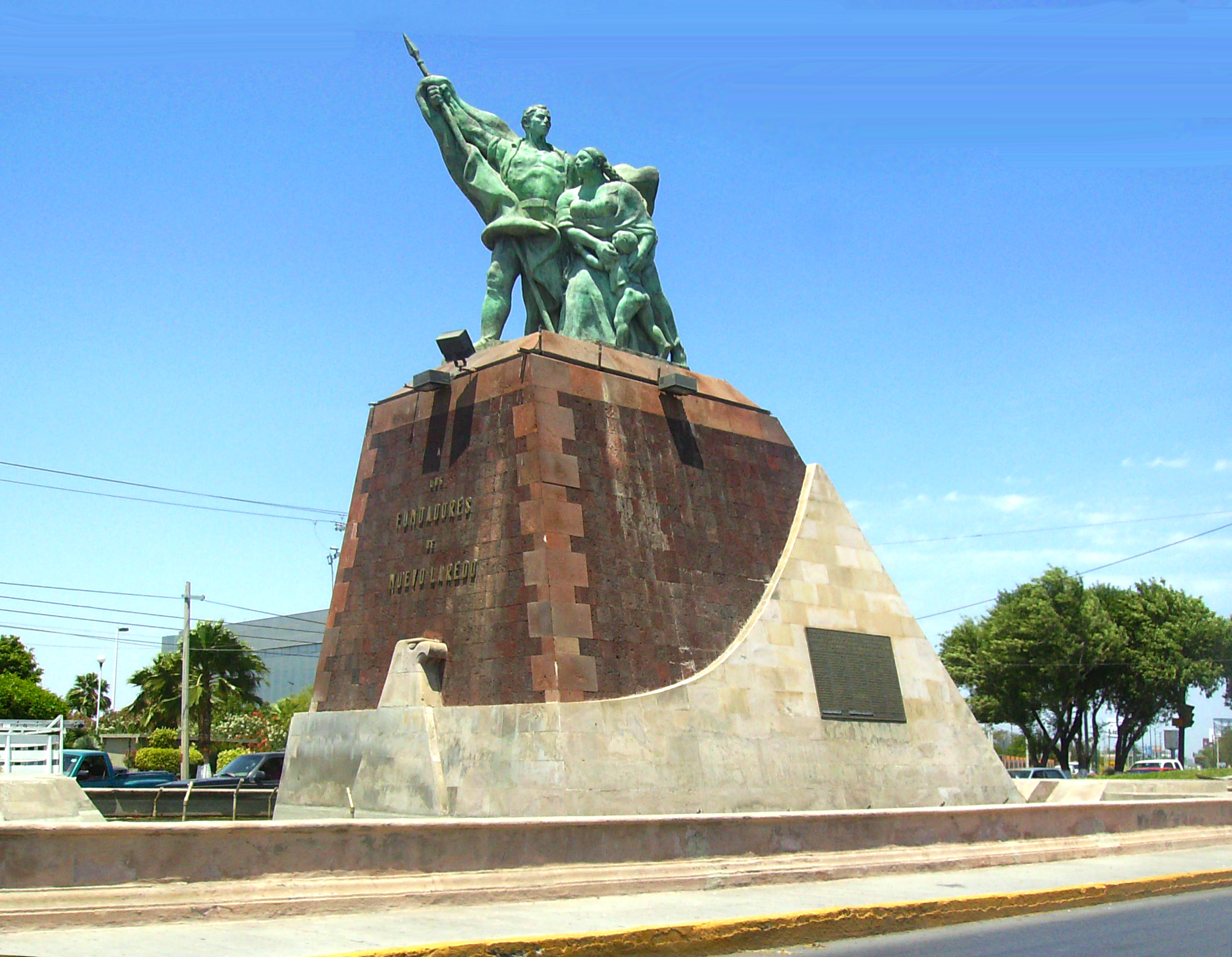
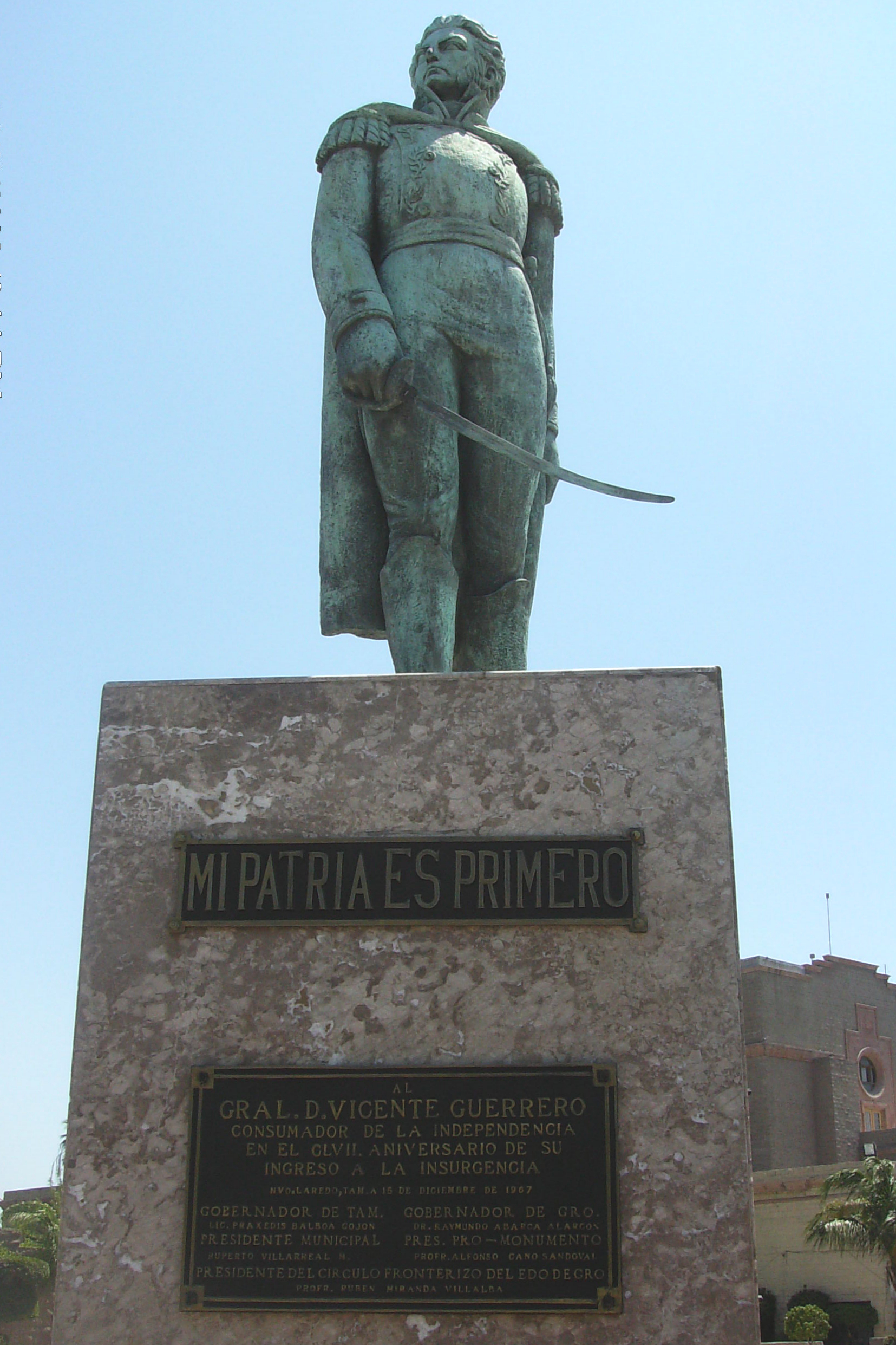
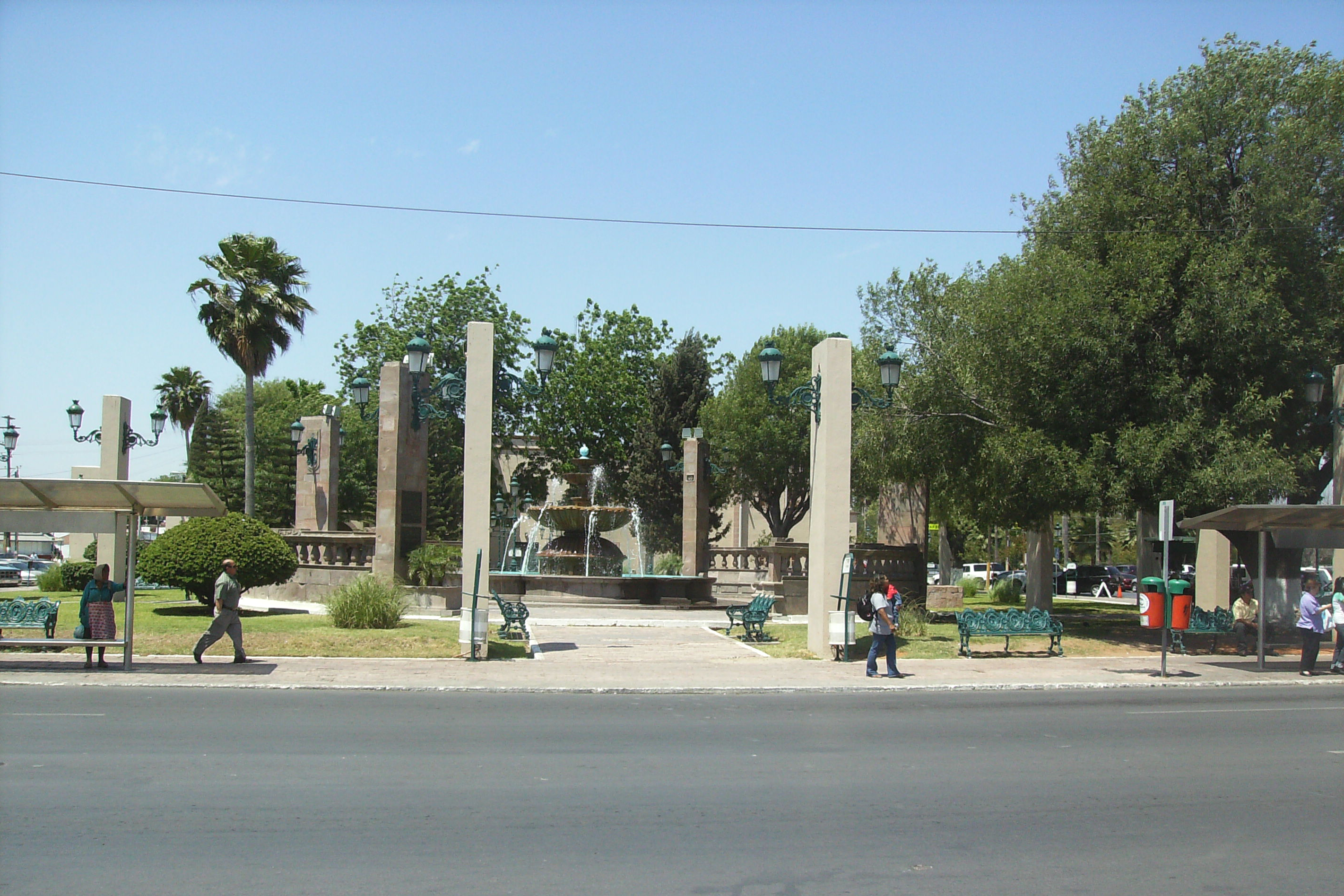
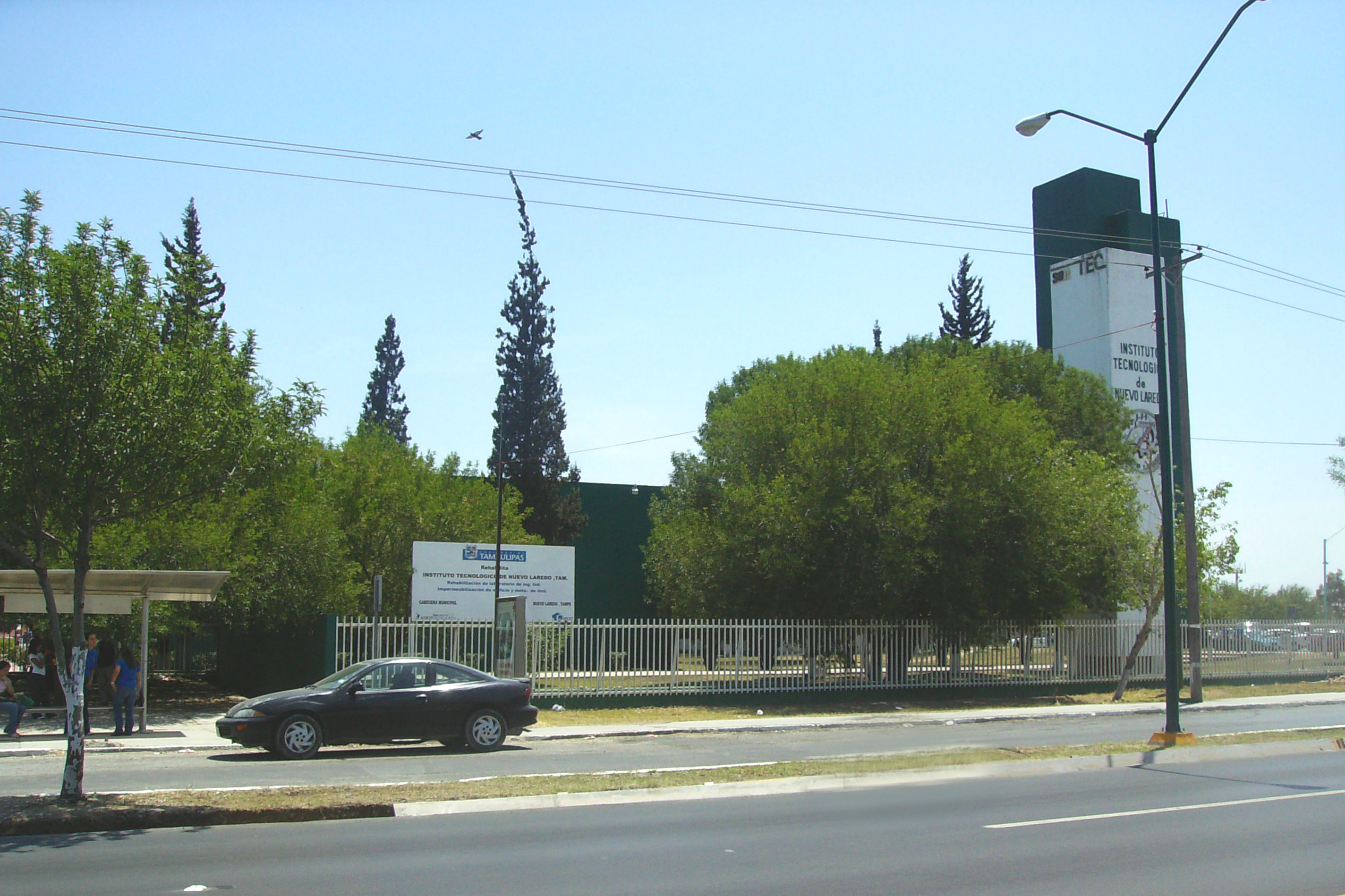
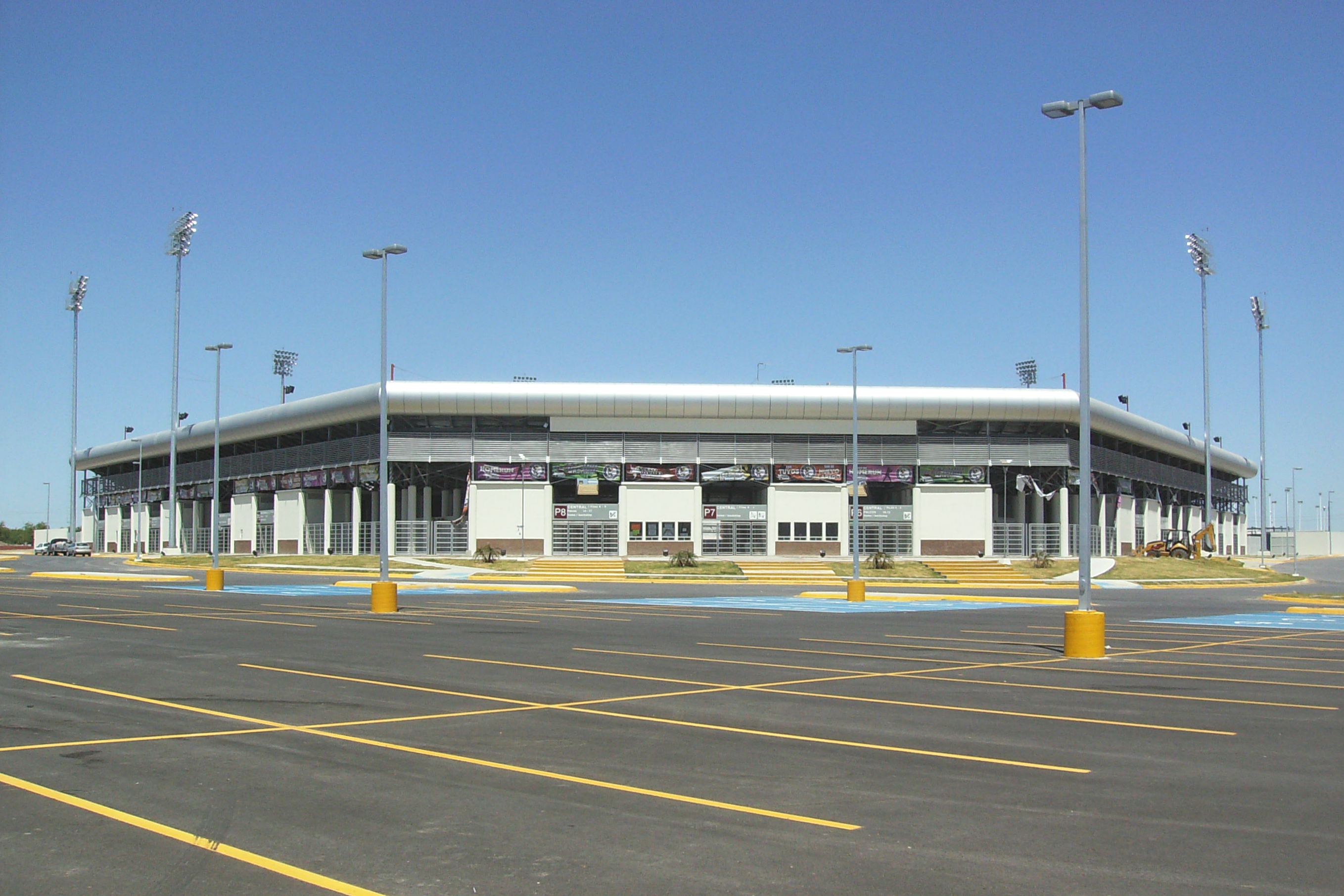
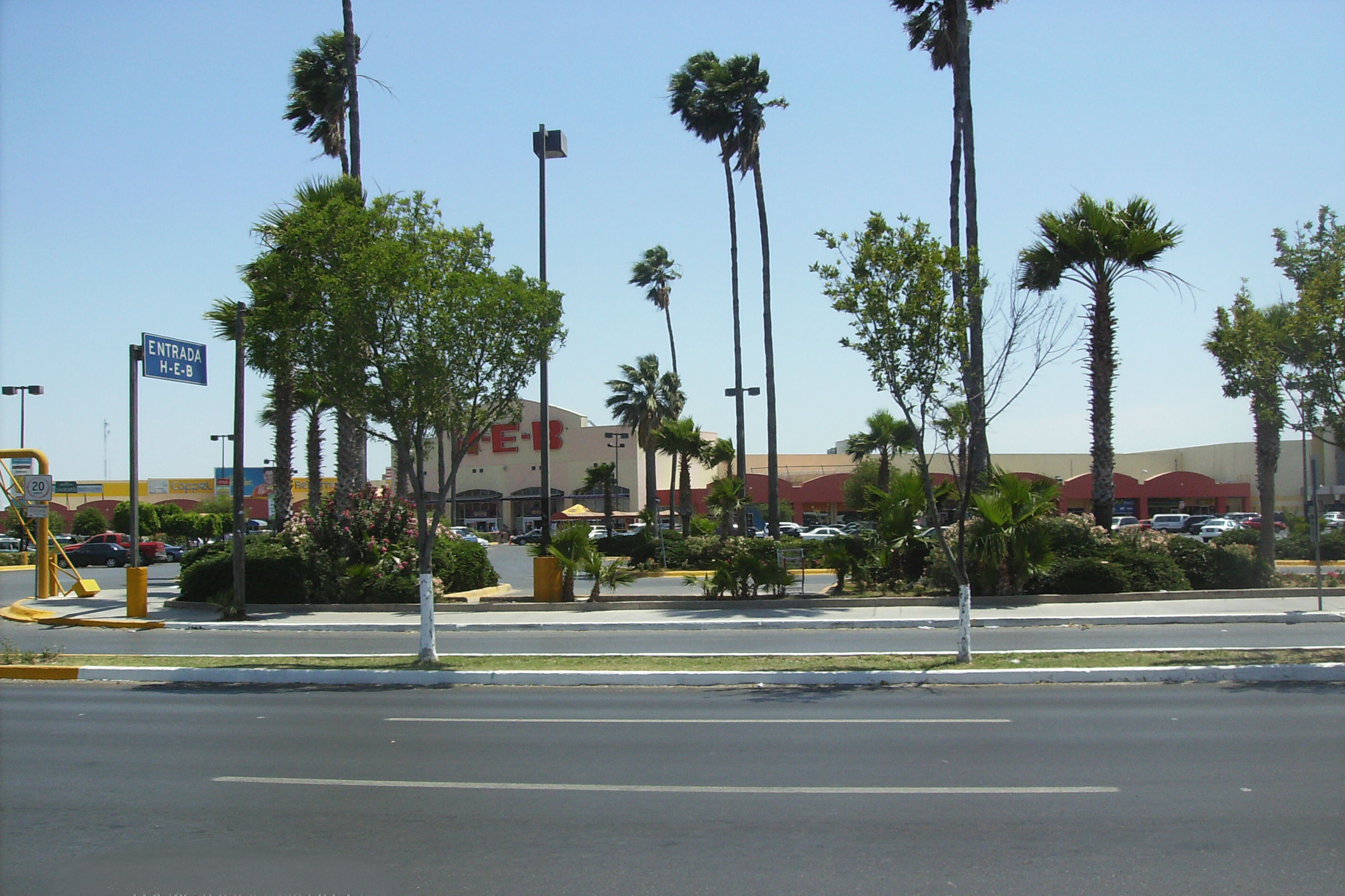
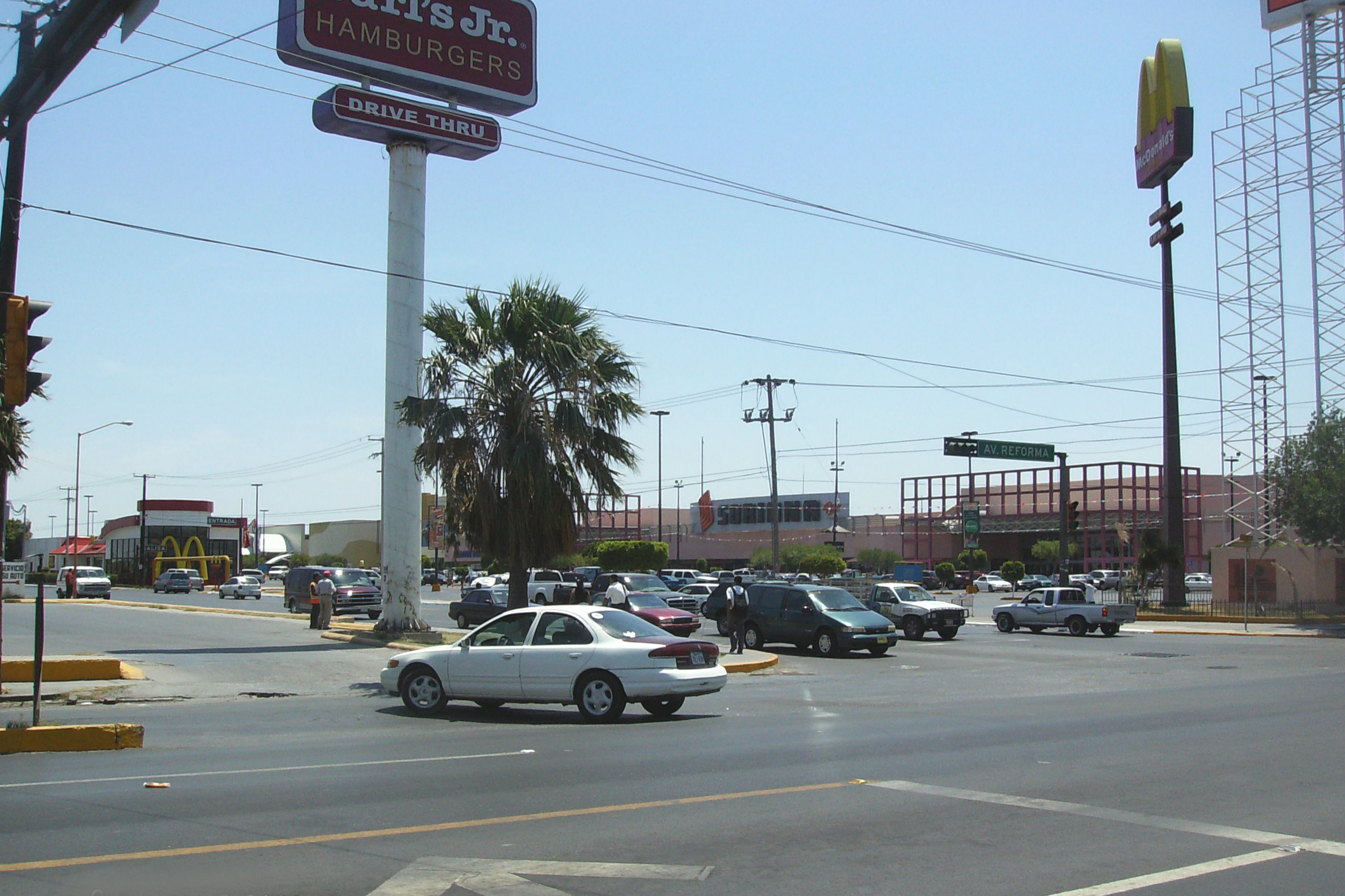
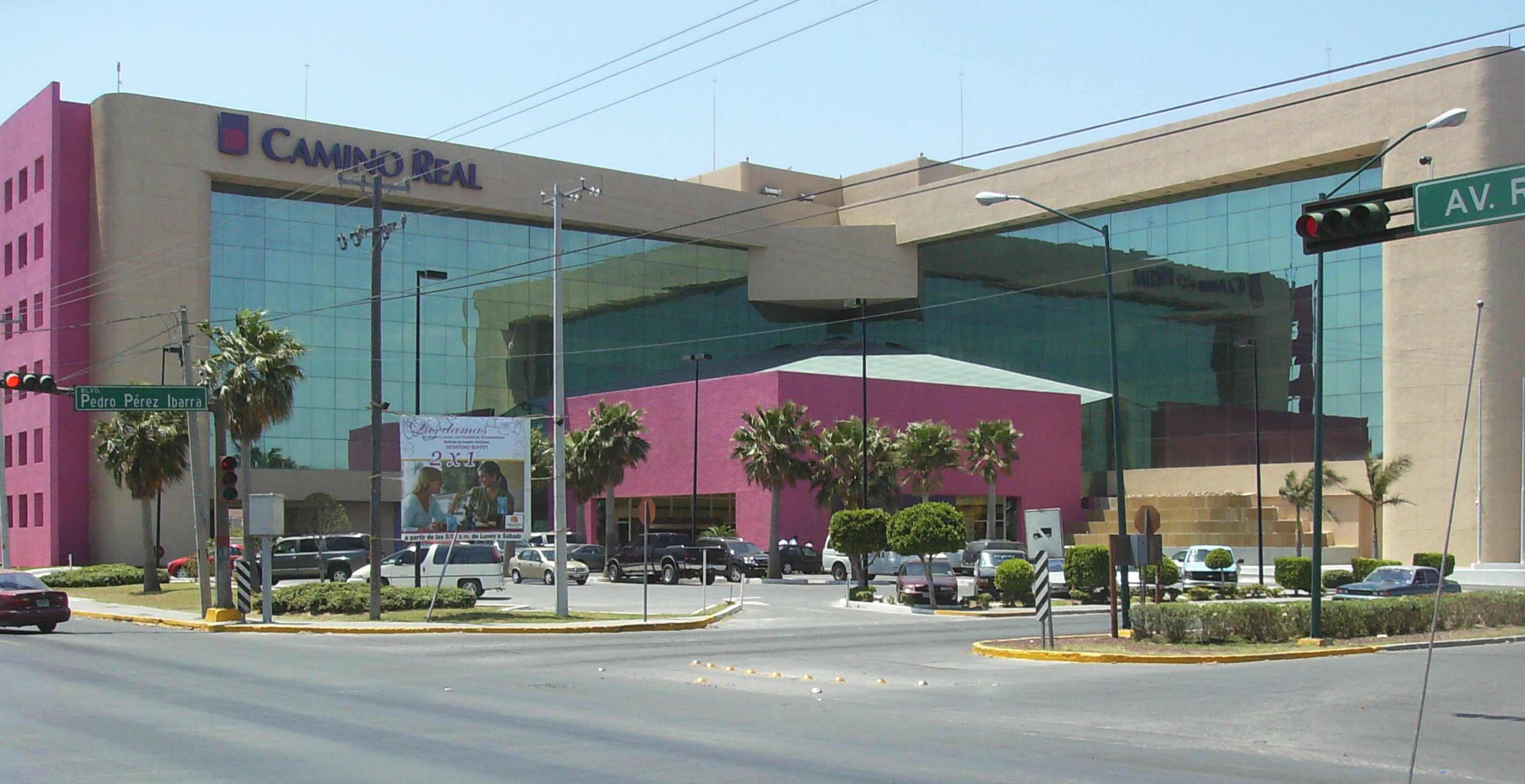
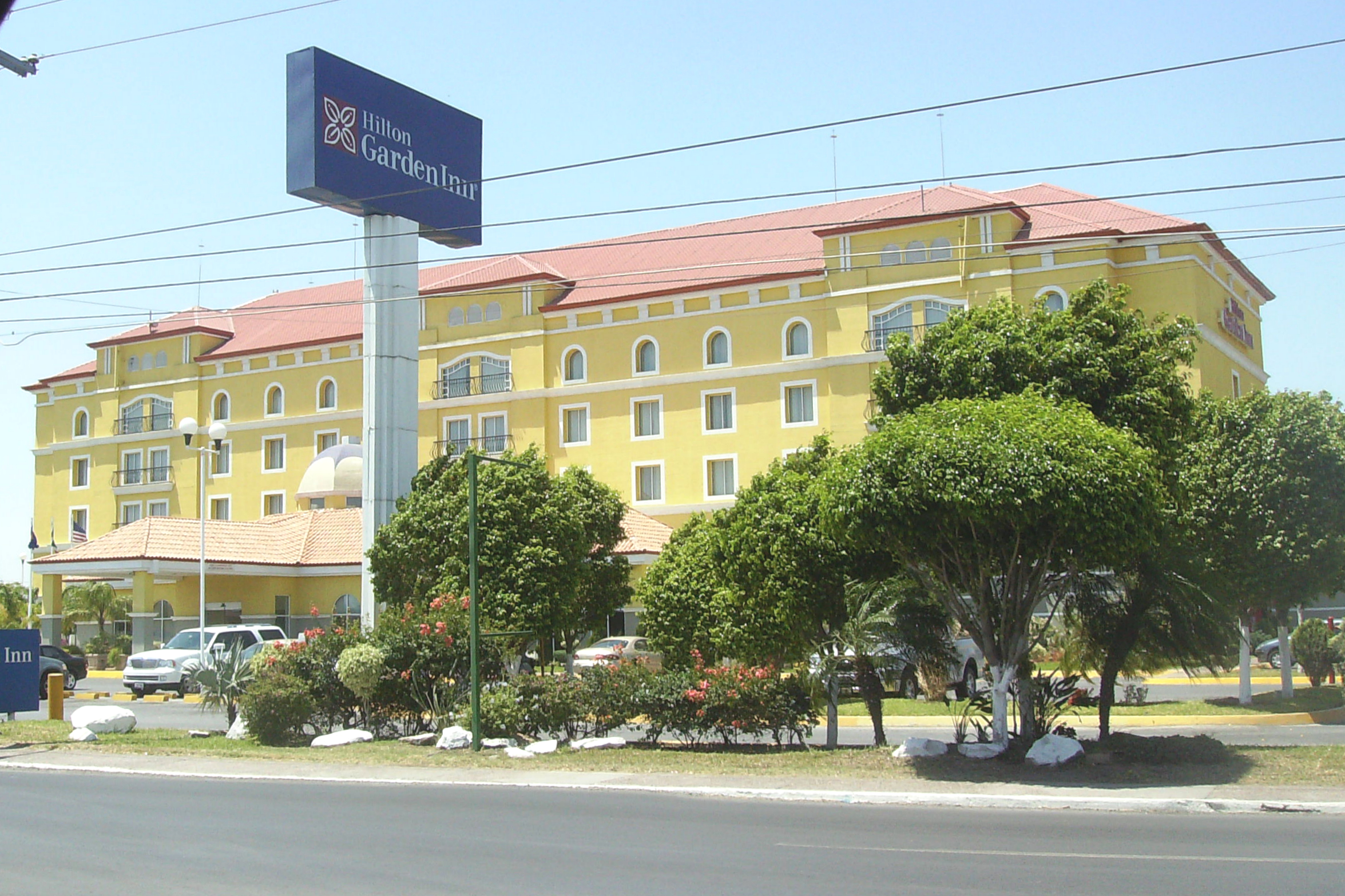
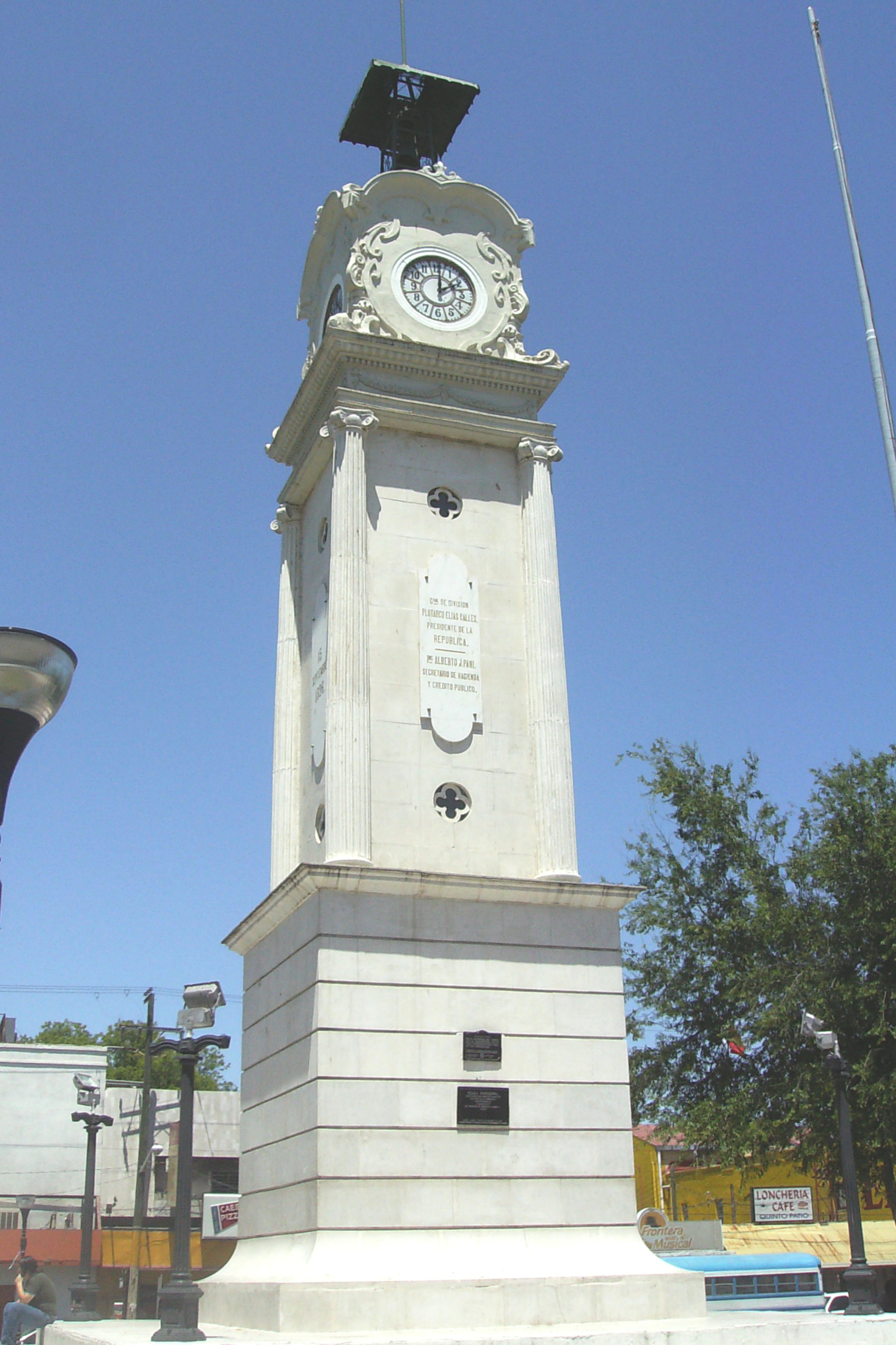
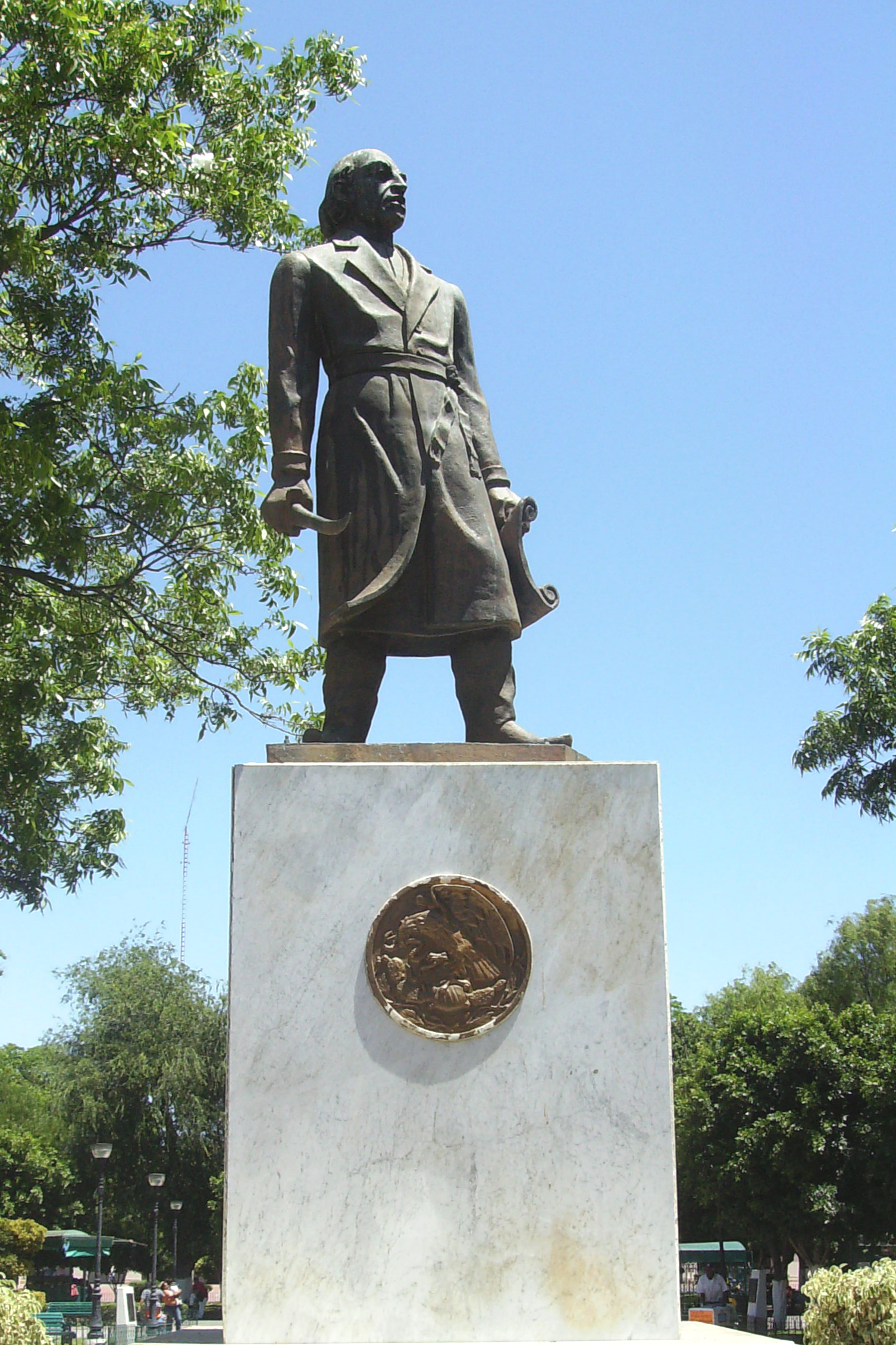